# Marco Pacione
Marco Pacione (ur. 27 lipca 1963 w Pescarze) – włoski piłkarz, grający na pozycji pomocnika lub obrońcy, menedżer.

## Kariera piłkarska
Wychowanek klubu Atalanta, w barwach którego w 1982 rozpoczął karierę piłkarską. W sezonie 1985/86 bronił barw Juventusu, z którym zdobył mistrzostwo Włoch. Potem przeszedł do Verony. W sezonie 1989/90 występował w Torino. W 1990 został zaproszony do Genoi, a po dwóch latach przeniósł się do Reggiany. W 1994 został piłkarzem Mantovy, w której po pół roku zakończył karierę piłkarską.

## Kariera menedżerska
Po zakończeniu kariery piłkarza wrócił do Werony, tym razem dołączając do Chievo, aby od 1995 roku objąć funkcję kierownika zespołu.

## Sukcesy i odznaczenia

### Sukcesy klubowe
Atalanta
- mistrz Serie B: 1983/84

Juventus
- mistrz Włoch: 1985/86
- zdobywca Pucharu Interkontynentalnego: 1985

Torino
- mistrz Serie B: 1989/90

Reggiana
- mistrz Serie B: 1992/93

### Sukcesy indywidualne
- król strzelców Serie B: 1983/84 (15 goli)